# Odontocera malleri
Odontocera malleri är en skalbaggsart som beskrevs av Julius Melzer 1935. Odontocera malleri ingår i släktet Odontocera och familjen långhorningar. Inga underarter finns listade i Catalogue of Life.